# (Come 'Round Here) I'm the One You Need
(Come 'Round Here) I'm the One You Need is een hitsingle van de Amerikaanse soulgroep The Miracles. Het nummer was de laatste single afkomstig van het album "Away We A Go-Go" en tevens de laatste van de groep onder de naam The Miracles. De volgende single, "The Love I Saw in You Was Just a Mirage", werd namelijk onder de naam Smokey Robinson & The Miracles uitgebracht worden. Dit bleef zo doorgaan tot en met de single "I Can't Stand to See You Cry" uit 1972. Toen verliet Smokey Robinson de groep en daardoor gingen de andere leden weer onder hun oude naam, The Miracles, verder.
Van het album "Away We A Go-Go" was "(Come 'Round Here) I'm the One You Need" de meest succesvolle uitgebrachte single. Het andere nummer dat werd uitgebracht, "Whole Lot of Shakin' in My Heart (Since I Met You)", geschreven en geproduceerd door Frank Wilson, kwam namelijk niet verder dan nummer 46 op de poplijst en nummer 20 op de r&b-equivalent. "(Come 'Round Here) I'm the One You Need" daarentegen bereikte de nummer 17-positie op de poplijst van de Verenigde Staten en behaalde de top 5 van de r&b-lijst, waar het als hoogste plek de vierde positie had. In het Verenigd Koninkrijk bereikte het nummer in kwestie in eerste instantie de nummer 37-positie, toen het uitgebracht werd in 1966. De heruitgave van de single, in 1971, bracht echter meer succes. Toen belandde "(Come 'Round Here) I'm the One You Need" met als hoogste notering op de dertiende plaats.
In tegenstelling tot veel andere hits van The Miracles, zoals "Shop Around" en "I Second That Emotion", was het bij "(Come 'Round Here) I'm the One You Need" niet leadzanger Smokey Robinson die de tekst van het nummer schreef. Deze keer schreef Holland-Dozier-Holland, bekend van hits als "I Hear a Symphony" en "Reach Out, I'll Be There", het nummer voor de groep. Daarmee was het nummer in kwestie de derde single die het schrijverstrio voor The Miracles schreef. In 1963 werden namelijk de hits "Mickey's Monkey" en "I Gotta Dance to Keep from Crying" ook al door hun geschreven. De muziek, dat begint met een intro gespeeld door enkel fluitisten, strijkers en een tamboerijnspeler, werd ook geschreven door Holland-Dozier-Holland. De instrumentatie werd verzorgd door de vaste studioband van Motown, The Funk Brothers. Echter, de gitaar wordt, zoals op veel nummers van The Miracles, gespeeld door de vaste gitarist van de groep, Marv Tarplin.
De B-kant van "(Come 'Round Here) I'm the One You Need" is het nummer "Save Me". Net als de A-kant is dit nummer afkomstig van het album "Away We A Go-Go". "Save Me" werd wel geschreven door Smokey Robinson, samen met andere leden van de groep, namelijk Bobby Rogers en Warren "Pete" Moore. De B-kant zou later onder meer gecoverd worden door The Undertones. Ook "(Come 'Round Here) I'm the One You Need" werd later gecoverd. Dit gebeurde onder andere door The Cowsills, The GP's en hun collega's bij Motown, The Jackson 5. Hun versie verscheen op het album ABC, waar ook de numer 1-hits "The Love You Save" en "ABC" op staan.

## Bezetting
- Leadzang: Smokey Robinson
- Achtergrond: Ronnie White, Claudette Robinson, Warren "Pete" Moore en Bobby Rogers
- Instrumentatie: The Funk Brothers
- Gitarist: Marv Tarplin
- Schrijvers: Holland-Dozier-Holland
- Productie: Brian Holland en Lamont Dozier